# Ворскла (зупинний пункт, Полтавська дирекція Південної залізниці)
Во́рскла — пасажирський залізничний зупинний пункт Полтавської дирекції Південної залізниці (до 2019 року — пост Пост-Ворскла). Перша зупинка приміських поїздів від Полтави-Південної у напрямку станцій Кременчук та Красноград. Розташований на південно-східній околиці міста Полтави, поблизу селища  Залізничне, неподалік від місця впадіння річки Коломак у Ворсклу. 

## Пасажирське сполучення
На платформі Ворскла зупиняються приміські поїзди до кінцевих станцій Кобеляки, Кременчук, Лозова та Полтава-Південна